# Bazyli (Prieobrażenski)
Bazyli, imię świeckie: Wieniamin Siergiejewicz Prieobrażenski (ur. 1876 w Kineszmie, zm. 13 sierpnia 1945 w Kraju Krasnojarskim) – rosyjski biskup prawosławny.

## Życiorys
Urodził się w rodzinie kapłana prawosławnego Siergieja Prieobrażenskiego i jego żony Pawły. Został wychowany w duchu głęboko religijnym. Po ukończeniu gimnazjum podjął studia w Kijowskiej Akademii Duchownej, uzyskując w 1901 tytuł kandydata nauk teologicznych. Został wówczas zatrudniony w seminarium duchownym w Woroneżu, gdzie pracował do 1910.
W celu bliższego zapoznania się z kulturą zachodnioeuropejską Wieniamin Prieobrażenski wyjechał na rok do Londynu. Po powrocie został zatrudniony w gimnazjum męskim w Myrhorodzie jako wykładowca języków obcych i historii powszechnej. Pragnąc na stałe zostać nauczycielem, ukończył w Moskwie studia pedagogiczne i wykładał w Gimnazjum Pietrowskim język łaciński.
W czasie jednego z wyjazdów do rodziny do Kineszmy, Wieniamin Prieobrażeński razem z przyjaciółmi pływał łodzią po Wołdze. Łódź nagle przewróciła się; przerażony mężczyzna w modlitwie zwrócił się do Boga i obiecał mu, że w zamian za ocalenie życia wstąpi w służbę Cerkwi. Wieniamin zdołał wypłynąć na brzeg. Wierny złożonemu ślubowi w 1917 wrócił na stałe do Kineszmy i został psalmistą w cerkwi Wniebowstąpienia Pańskiego, gdzie służył jako proboszcz jego ojciec. 16 czerwca 1920 metropolita Serafin (Mieszczeriakow) wyświęcił go na kapłana. W tym samym roku ks. Prieobrażenski złożył wieczyste śluby mnisze, przyjmując imię Bazyli na cześć św. Bazylego Wielkiego. 19 września 1921 miała miejsce jego chirotonia na wikariusza eparchii kostromskiej z tytułem biskupa kineszemskiego.
Jako hierarcha Bazyli (Prieobrażenski) nadal prowadził ascetyczny tryb życia, mieszkając w wynajętym, maksymalnie skromnym pomieszczeniu. Regularnie odwiedzał wiernych w ich domach, wizytował monastery, zaś w czasie odprawianych przez siebie nabożeństw każdorazowo wygłaszał homilię. Cieszył się ogromnym szacunkiem prawosławnych Kineszmy.
Po wybuchu rewolucji październikowej zdecydowanie opowiedział się przeciwko ruchowi Żywej Cerkwi. Po wybuchu klęski głodu na Powołżu apelował do wiernych o przygarnianie dzieci, których rodzice padli ofiarą głodu.
10 maja 1923 Bazyli (Prieobrażenski) został aresztowany i skazany na dwuletnie zesłanie do wsi Ust-Kułom w Kraju Zyriańskim. W 1925 wrócił do Kineszmy. W 1926 przeniósł się do wsi Anapol, skąd pochodził jego duchowy uczeń i towarzysz na zsyłce, Aleksandr Czumakow. W kolejnych latach odbył pielgrzymkę do monasteru w Sarowie i Diwiejewie. W Niżnym Nowogrodzie spotkał się z locum tenens Patriarchatu Moskiewskiego Sergiuszem (Stragorodskim), który nadał mu godność biskupa wiaznikowskiego, wikariusza eparchii jekaterynburskiej.
W 1927, po krótkim pobycie w Kineszmie, Bazyli (Prieobrażenski) przeniósł się do Kostromy, gdzie mieszkał przez rok. Utrzymywał kontakty korespondencyjne ze swoimi uczniami duchowymi. W 1928 spotkał się w Jarosławiu z metropolitą Agatangelem (Prieobrażenskim), który zaproponował mu pozostanie w mieście w charakterze jego biskupa pomocniczego, na co Bazyli się nie zgodził. Po powrocie do Kineszmy został tam aresztowany we wrześniu 1928. Po półtorarocznym pobycie w więzieniu został ostatecznie skazany na trzy lata zsyłki do wsi Małorieczka w rejonie taborowskim, gdzie pracował przy wyrębie lasu. Po odbyciu kary wyjechał do Orła. Tam w marcu 1933 został aresztowany i skazany na pięć lat łagru.
W styczniu 1938 duchowny został zwolniony. Zamieszkał w Rybińsku, gdzie wcześniej odbywał karę. Następnie przeniósł się do wsi Kotowo, gdzie służył w miejscowej cerkwi parafialnej.
5 lutego 1943 Bazyli (Prieobrażenski) został ponownie aresztowany i poddany ciężkiemu śledztwu w więzieniu w Jarosławiu. Był już wówczas ciężko chory na serce. Przewieziony w styczniu 1944 do Moskwy, do więzienia na Butyrkach, został początkowo skierowany do szpitala, jednak następnie śledztwo wznowiono, zaś w lipcu skazano hierarchę na pięć lat zsyłki. Już po ogłoszeniu wyroku duchowny przeszedł zawał serca. Zesłany do Kraju Krasnojarskiego, zmarł 13 sierpnia 1945.
W 1985 jego szczątki zostały przewiezione do monasteru Wprowadzenia Matki Bożej do Świątyni w Iwanowie, zaś w 1993 biskup Bazyli został ogłoszony świętym jako św. Bazyli Kineszemski. W 2013 jego imię nie pojawiło się w kalendarzu liturgicznym Rosyjskiego Kościoła Prawosławnego na bieżący rok. Fakt ten nie został skomentowany przez przedstawicieli Patriarchatu Moskiewskiego odpowiedzialnych za kanonizacje i kult świętych.